# Новый Артополот
Новый Артополот (укр. Новий Артополот) — село,
Хейловщинский сельский совет,
Чернухинский район,
Полтавская область,
Украина.
Код КОАТУУ — 5325185503. Население по данным 1982 года составляло 20 человек.
Село ликвидировано в 2003 году .

## Географическое положение
Село Новый Артополот находится на расстоянии в 0,5 км от сёл Беличево и Богдановка.
По селу протекает пересыхающий ручей с запрудой.

## История
- 2003 — село ликвидировано [1].